# 丹生峠
丹生峠（にゅうとうげ）は、三重県多気郡多気町丹生と同町鍬形の間にある標高141mの峠である。

## 周辺
- 丹生大師